# Kwadratische functie

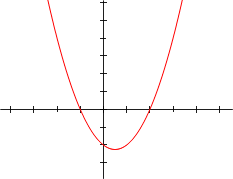

In de wiskunde is een kwadratische functie {\displaystyle f} een functie van de vorm:
{\displaystyle f(x)=ax^{2}+bx+c,}
met {\displaystyle a\neq 0}.
Daarin zijn de coëfficiënten {\displaystyle a,b} en {\displaystyle c} gegeven getallen. Een kwadratische functie {\displaystyle f(x)} is een tweedegraads polynoom in {\displaystyle x}. De hoogste macht van {\displaystyle x} is hier 2 en heet de graad van de polynoom. 
De grafiek van een kwadratische functie is een parabool en de waarde van de constante a bepaalt of de parabool een dal- of een bergparabool is:
voor a > 0 is het een dalparabool
voor a < 0 een bergparabool.
Een vergelijking, waarin een kwadratische functie gelijk aan 0 wordt gesteld, heet een vierkantsvergelijking. 

## Voorbeeld
De functie {\displaystyle f(x)=x^{2}-x-2} in de figuur rechts, met {\displaystyle x} een reëel getal, is een kwadratische functie. Hier geldt {\displaystyle a=1}, {\displaystyle b=-1} en {\displaystyle c=-2}. De grafiek van deze functie is een dalparabool met een extreme waarde −2,25 voor {\displaystyle x=0{,}5}.

## Nulpunten
De nulpunten van de kwadratische functie {\displaystyle f} zijn de oplossingen van de vierkantsvergelijking {\displaystyle f(x)=0}. Deze oplossingen kunnen bepaald  worden met de abc-formule. 